# Židovići
Židovići är en ort i Montenegro. Den ligger i den norra delen av landet. Židovići ligger 745 meter över havet och antalet invånare är 653.
Terrängen runt Židovići är huvudsakligen kuperad. Židovići ligger nere i en dal. Omgivningarna runt Židovići är en mosaik av jordbruksmark och naturlig växtlighet.